# Veliki komet iz leta 1471
Véliki komet iz leta 1471 (oznaka C/1471 Y1) je komet, ki so ga opazili  10. januarja v letu 1471 .
Opazovali so ga lahko 12 dni. Zadnji dan opazovanja je bil 22. januarja 1471.
Njegova tirnica je bila parabolična, njen naklon pa 170,9°. Prisončje se je nahajalo na oddaljenosti 0,49 a.e. od Sonca.  Skozi prisončje je letel 1. marca 1471 .